# تابع متقارن
در ریاضیات، تابعی از n متغیر، متقارن است اگر مقدار آن در هر n-تایی از آرگومان ها (جایگشت مختلف از n-تایی ها) یکسان باشد. بنابراین، اگر f ( x ) = f ( x 1 , x 2 , x 3 )، تابع می‌تواند روی همه متغیرهایش یا تنها روی (x1,x2)، (x2,x3) یا (x1,x3 ) نامتقارن باشد.

## نمونه ها
- برای تابع

{\displaystyle f(x_{1},x_{2},x_{3})=(x-x_{1})(x-x_{2})(x-x_{3})}
با توجه به تعریف، تابع نامتقارن با n متغیر باید ویژگی زیر را داشته باشد
{\displaystyle f(x_{1},x_{2},...,x_{n})=f(x_{2},x_{1},...,x_{n})=f(x_{3},x_{1},...,x_{n},x_{n-1})} etc.
عموما، تابع برای هر جایگشت از متغیرهایش مقدار یکسانی خواهد داشت. یعنی
{\displaystyle (x-x_{1})(x-x_{2})(x-x_{3})=(x-x_{2})(x-x_{1})(x-x_{3})=(x-x_{3})(x-x_{1})(x-x_{2})}
برای همه جایگشت های {\displaystyle x_{1},x_{2},x_{3}}
- برای تابع

{\displaystyle f(x,y)=x^{2}+y^{2}-r^{2}}
اگر x و y جابجا شوند، حاصل می شود
{\displaystyle f(y,x)=y^{2}+x^{2}-r^{2}}
که نتیجه یکسانی با تابع اصلی f(x,y) خواهد داشت
- برای تابع

{\displaystyle f(x,y)=ax^{2}+by^{2}-r^{2}}
اگر x و y جابجا شوند، حاصل می شود
{\displaystyle f(y,x)=ay^{2}+bx^{2}-r^{2}.}
مقدار تابع با مقدار تابع اصلی اگر a ≠ b یکسان نیست، در نتیجه این تابع نامتقارن است.